# Resilience
Resilience es el quinto álbum de estudio de la banda estadounidense de rock Drowning Pool. El álbum fue lanzado el 9 de abril de 2013. Es el primer álbum grabado con el vocalista Jasen Moreno.

## Estilo
El álbum presenta un sonido mucho más agresivo y pegadizo que sus discos anteriores. Es sobre todo un álbum de heavy metal, pero con toques de post-grunge. Los temas tratados en sus letras incluyen las fiestas y excesos ("Saturday Night"), la confrontación, la agresividad, la resistencia, la ira ("One Finger and a Fist") y otros temas similares.

## Lista de canciones
1. "Anytime Anyplace" - 3:36
2. "Die For Nothing" - 3:12
3. "One Finger and a Fist" - 3:06
4. "Digging These Holes" - 3:48
5. "Saturday Night" - 3:53
6. "Low Crawl" - 3:39
7. "Life of Misery" - 3:50
8. "Broken Again" - 3:19
9. "Understand" - 3:42
10. "Bleed With You" - 3:30
11. "Skip to the End" - 3:38
12. "In Memory of" - 3:57
13. "Blindfold" - 3:11
14. "Apathetic" - 3:54
15. "One Way Prophecy" - 3:59

## Sencillos
Tres sencillos se han lanzado del álbum hasta el momento. El primero de ellos, "In Memory Of..." fue dedicado a la memoria de Dave Williams, el primer vocalista de la banda y fue lanzado el 14 de agosto de 2012, al cumplirse el décimo aniversario de su fallecimiento. El segundo sencillo, "Saturday Night" fue lanzado el 13 de noviembre de 2012. Mientras que el tercero y último, "One Finger and a Fist", apareció el 29 de enero de 2013.

## Personal
- Stevie Benton – Coros y bajo.
- Mike Luce – Coros y batería.
- Jasen Moreno – Guitarra y voz.
- C.J. Pierce – Coros y guitarra.